# 象徴種

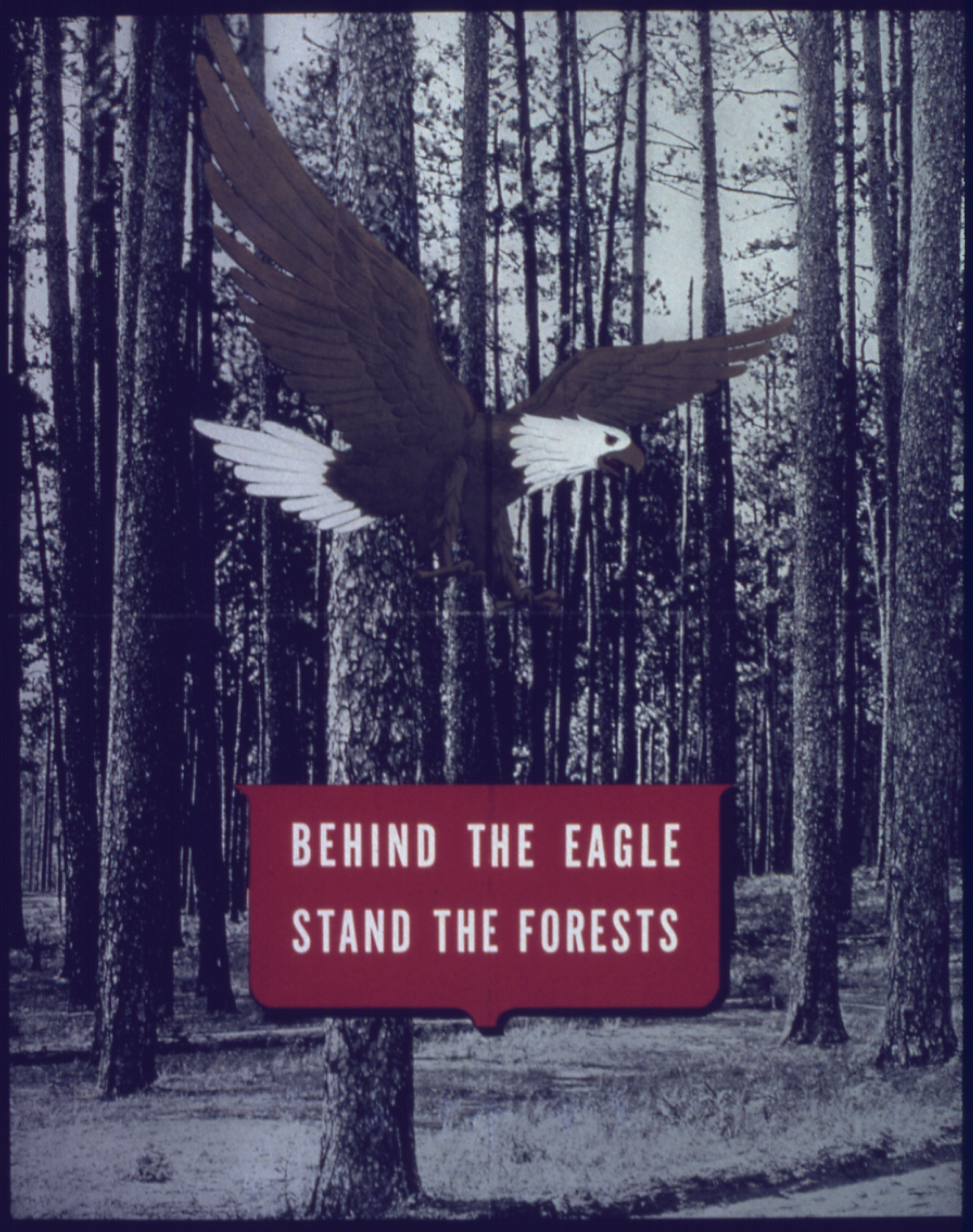
ハクトウワシを森林保護の象徴種とするポスター（アメリカ合衆国）。

ポーランドの自然保護活動のロゴ。オオヤマネコが象徴種に選定されている。

象徴種（しょうちょうしゅ、Flagship species）は、地域の環境保護を促進するための象徴として置かれる生物種のことである。フラグシップ種、フラッグシップ種。

## 概要
通常、象徴種に選定されるのは、絶滅の危機に瀕した、生態系の頂点に立つ大型の哺乳類、あるいは大型の鳥類であることが多い。しかし場合によっては、変温動物や無脊椎動物、植物などが象徴種として選ばれることもある。いずれの場合でも、種の多様性や遺伝的多様性といった複雑な概念の代わりに、ある1種をその代表として示すことで、環境保護や生物多様性への関心を引く助けになるとされる。
象徴種を用いる保護活動がターゲットとしている対象は、エコツーリズムを利用する観光客や地域コミュニティなど様々であり、それぞれの場合に応じた象徴種が選定される。
類似した概念に「アンブレラ種」が存在する。

## 歴史
環境保護運動では、保護活動への積極的な関心を引き起こし、活動への協力や資金を集めるための手段として、たびたび象徴種が用いられてきた。特にNGO（非政府組織）による自然保護活動では象徴種が数十年にわたって用いられてきた。一方、学術的には無視されていた概念であり、その定義や役割、効果について科学的に検討されるようになったのは1980年代以降のことであった。

## 定義と目的
象徴種という言葉には幾つかの定義が提唱されている。その中でも「カリスマ的な人気がある種で、保護活動への関心を引き起こすシンボルとなる種」、「消費者に訴えかける1つ以上の特徴を持った種で、より広範な環境保護活動の商業的なキャンペーンに用いる種」といった、商業的な視点に基づいた定義がよく見られる。しかしこれらの定義では、その生物がもつ生態学的な重要性は考慮されておらず、研究分野によっては、指標種やキーストーン種などといった役割を兼ね持つ種を象徴種とするといった考え方もある。保全生態学的な見地からは、貴重な環境を保全する場合、その生態系を代表する指標種を選定するべきとされるが、その指標種は象徴種を兼ねていることが望ましいとされる。
象徴種を選定する目的は、先に挙げたような活動援助や資金集め、商業的な理由など様々である。もちろんそれら以外にも、政府が自国の自然遺産を象徴する種として選定する場合や、環境保護の概念を伝える教育的な意味合いで象徴種を用いるなど、象徴種には多様な意味合いがある。

## 象徴種の選定
象徴種には、前述のとおり大型の哺乳類や鳥類が選定されることが多いが、カエルなどの変温動物や昆虫などが選定されることもある。アメリカ合衆国の環境保護雑誌や自然雑誌の表紙を調査した研究によると、人物や風景以外の表紙のうち、哺乳類と鳥類が占める割合が80%以上であったとされ、それ以外の分類群の種が選定されることは稀であったとされている。
種の選定は、どの環境問題に対する象徴とするかや、どのターゲット層に訴えかけるかなどを考慮された上で決定され、マーケティング的な方法でその選定効果が検討される。そのため、その象徴種は「製品（Product）」として扱われることもある。また、キャンペーンを行う地域によっても象徴種を選ぶ基準が異なっている。例えば先進国では、よく知られており、人気がある絶滅危惧種や、利用価値の高い種などを選定すべきとされるが、途上国ではカリスマ的（宗教的に崇拝されているなど）な種や生態的に重要な種を選ぶべきとされる。

### 象徴種として選定、あるいは選定すべきとされる種の例
- アジアゾウ[15]
- 鯨類[16]
  - カワイルカ類[17]
  - スナメリ[18]
  - セミクジラ科[19]
- ゴールデンライオンタマリン (リオデジャネイロ州)[1]
- ジャイアントパンダ[13] - WWFのロゴマークとしても使用されている[20]。
- タイリクオオカミ[13]
- トラ[13]
- ヤク[21]
- レッサーパンダ[22]
- ハクトウワシ[13]
- アオウミガメ[23]
- ブラウントラウト[24]
- オオカバマダラ[12]

## 効果
象徴種を選定することによって、一般市民が環境保護活動に関心をもつということは、幾つかの事例によって証明されている。例えばゴールデンライオンタマリンなど3種のタマリンを象徴種に選定したプロジェクトを行う前後にアンケートを取ったところ、プロジェクト後にはタマリンの知名度やその重要性についての認知度が上昇していたほか、森で傷ついた小鳥を見たら「家に連れて帰る」（55→29%）という回答が減り、「そのままにしておく」（44→69%）、といった、自然に対する認識も変化しているという結果が得られた。
象徴種を選定した場合の金銭的利益がどの程度得られるか、またどのように保護することを望まれているかなどを検討するために、支払意思額（WTP）という尺度を用いて調査が行われる。例えば、ジャイアントパンダの保護に対するアンケート（中国人以外に対して実施）で「100m2の檻」「5000m2の檻」「もとの生息地で保護」の3つの選択肢に対して、それぞれどれだけの額を支払ってもいいかというアンケートを行った所、それぞれ平均3.9ドル、8.43ドル、14.86ドルという回答が得られたとされる。このことから、人々がパンダを狭い檻に閉じ込めるより生息地で保護することを望んでいるものと考えられている。